# Elder Island
Elder Island är en ö i Kanada.   Den ligger i territoriet Nunavut, i den nordöstra delen av landet, 2 700 km norr om huvudstaden Ottawa. Arean är 50 kvadratkilometer.
Terrängen på Elder Island är platt. Öns högsta punkt är 116 meter över havet. Den sträcker sig 10,8 kilometer i nord-sydlig riktning, och 10,2 kilometer i öst-västlig riktning.
Trakten runt Elder Island består i huvudsak av gräsmarker.